# Општина (словачка управна јединица)
Општина (словен. obec) основна је регионална самоуправна и управна целина у Словачкој (слично као и у другим земљама).

## Карактеристика
Општина се састоји из једног или више насеља. Њена територија се састоји од најмање једног или од неколико катастарских земљишта. Општина обухвата ту трајно настањене становнике. У Европи има данас око 140.000 општина.
Неке општине у Словачкој имају статус града. У Словачкој данас постоји око 2.891 општина од чега је 138 градова. У ово су урачуната и четири војна центра. Веће општине се састоје од делова општина. У градовима су то градски делови, а у сеоским насељима су то месни делови.

## Општински симболи
Општине имају право да употребљавају властите симболе. Ту се пре свега односи на грб и заставу. Правна и физичка лица могу ове знакове да употребљавају једино уз сагласност општина.

## Регионална самоуправа
Општине имају биране општинске и месне представничке органе. На челу општине је старешина, на челу града је приматор.

## Градови
У словаачке општине се убрајају 138  градова (словачки „место“ ) али ове градске општине, правно гледајући, имају иста права као и једноставне општине. Да би општина била проглашена градом мора имати најмање 5.000 становника. Међутим постоје општине које задовољавају овај критеријум броја становника али нису по инфраструктури никакви градови а постоје и  градови који немају одговарајући број становника а по инфраструктури и урбанизацији  су градови. Национални савет Словачке  именује општине градским.

## Братислава и Кошице
Посебан положај имају Братислава и Кошице. Положај градова Братислава и Кошице је решен посебним законим законима о овим општинама. Оба су подељена на градске делове (Братислава има 17 а Кошице 22 дела), које бирају представништва и старешине. Имају градско представништво и приматоре.

## Делатности општина
У делатност општина спада нарочито школство, управа месним комуналијама, грађевинске делатности, управа имовином општине.
Општина:
- а) Извршава задатке који су у вези са уређењем привреде са покретним и непокретним добрима општине и имовином која је у власништву државе која је додељена општинама.
- б) Саставља и одобрава општински рачун и завршни рачун општине.
- ц) Одлучује о месним порезима и месним провизијама и управља њима.
- д) Усмерава економске активности општине и установљава прописе, даје сагласности, издаје одлуке о предузимачким активностима и другим активностима правних лица као и промета на територији општине, и издаје одлуке о инвестиционим активностима у општини.
- е) Ствара систем контроле и ствара одређене финансијске, персоналне и организационе услове.
- ф) Обезбеђује изградњу и одржавање управе месних комуникација, јавних пространстава, гробља, културних, спортских и других уређења.
- г) Осигурава јавне службе, комуналије, чистоћу, јавно зеленило, јавно осветљење, обезбеђење водом, регулише отпадне воде, као и јавни саобраћај.
- х) Ствара и брани здраву средину и обезбеђује услове за здравље, културу, просвету, уметничке делатности, физичку културу и спорт.
- и) Испуњава улогу у оквиру одбране корисника, услове снабдевања, радног времена, и управља трговинама.
- ј) Брине се и одобрава регионални план и урбанистичку документацију за насеља и зоне, концепције развоја становања и развија погодне услове за становање.
- к) Извршава инвестиционе активности у циљу обезбеђења развоја општине.
- л) Оснива, уређује и контролише организације и друга правна лица.
- м) Обезбеђује гласање становништва.
- н) Обезбеђује и брине се о јавном реду у општини.
- о) Обезбеђује бригу о јавним споменицима.
- п) Испуњава улогу у оквиру доделе социјалних помоћи.
- р) Извршава оверу преписа и подпица као и јавних исправа.
- с) Води општинску хронику у државном језику и по потреби у језику националних мањина.

## Општине у Чехословачкој
После Другог светског рата је декретом председника Републике обновљен предратни став из 1938. године.
За време комунистичког режима у вези са уређењем народних одбора општине су изгубиле фактички правни субјективитет иако су и даље постојали формални бирани општински органи. Став у општинама дефинисао је чехословачки уставни закон и закон о народним одборима. Од године 1954. о општинама су одлучивали тзв. крајински народни одбори. Државни органи (министарство унутрашњих послова и народни одбори) могли су да учествују у регионалном уређењу општина. У послератним данима је преовладала тенденција обједињавања општина. У новијим законима ово обједињавање је било могуће само уз сагласност становника (1960) или уз сагласност грађана (1967). Обједињавање општина је било на снази до краја 80.-тих година и на основу закона о општинама крајински народни одбори су могли да одреди средишње општине које су имали раширена овлашћења у односу на друге општине.